# Arcidiecéze poznaňská
Arcidiecéze poznaňská (latinsky Archidioecesis Posnaniensis) je římskokatolická metropolitní arcidiecéze v Polsku, která je centrem poznaňské církevní provincie. Má jedinou sufragánní diecézi, kališskou.

## Stručná historie

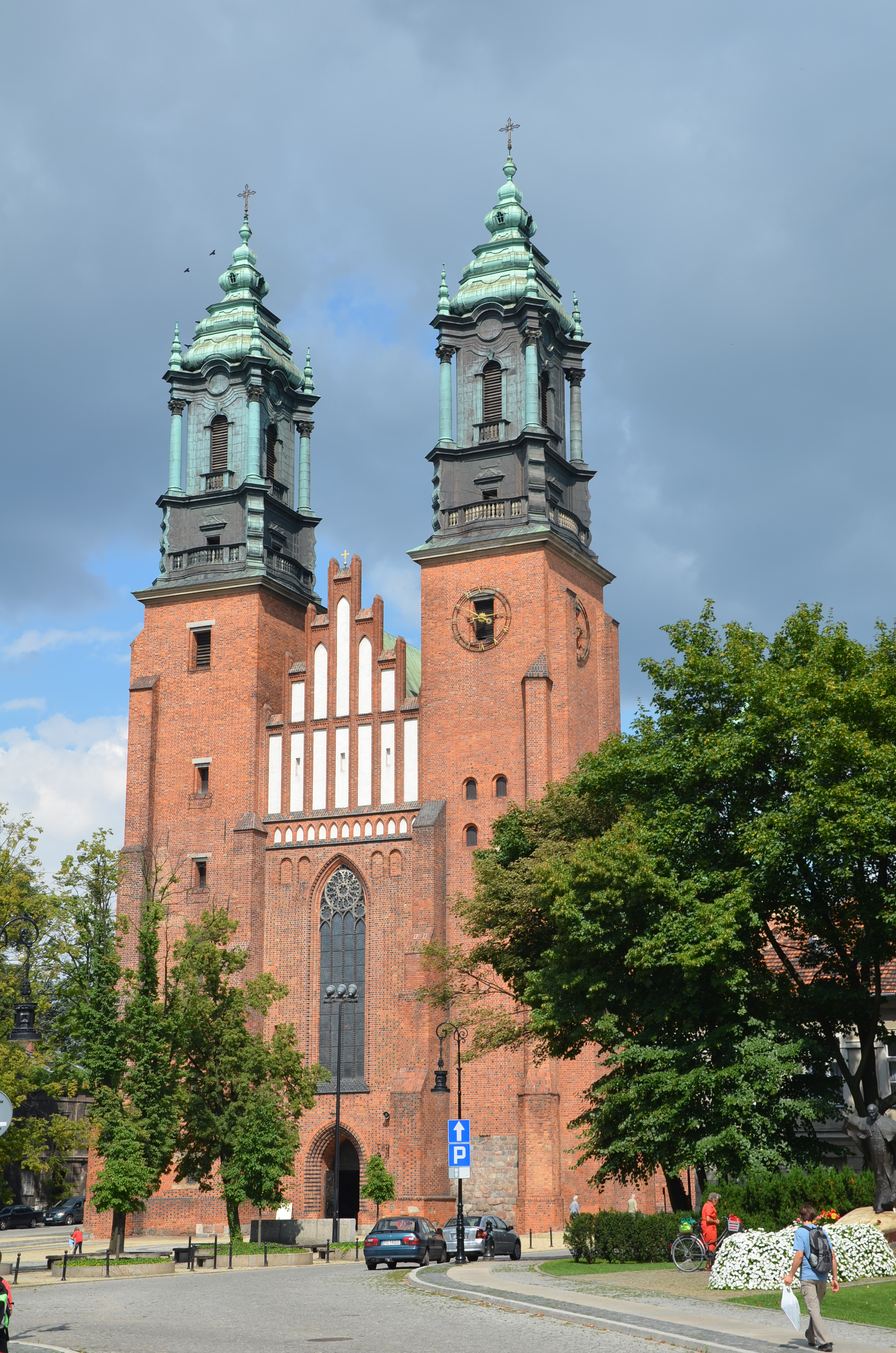
Poznaňská katedrála

Diecéze byla v Poznani založena v roce 968 a jedná se o historicky první diecézi na území Polska. Po založení arcidiecéze v Hnězdně (999/1000) byla poznaňská diecéze nejprve vyňata z její metropolitní pravomoci, ale v roce 1075 se stala její sufragánní diecézí. Poznaňská katedrální kapitula existuje již od 10. století.
Papež Pius VII. v roce 1821 povýšil Poznaň na arcidiecézi a aeque principaliter ji spojil s arcidiecézí hnězdenskou. Již v roce 1945 došlo k faktickému rozdělení obou arcidiecézí, které bylo definitivně povtrzeno bulou Totus Tuus Poloniae populus papeže Jana Pavla II. ze dne 25. března 1992.